# Drepanogynis herbuloti
Drepanogynis herbuloti är en fjärilsart som beskrevs av Pierre E.L. Viette 1970. Drepanogynis herbuloti ingår i släktet Drepanogynis och familjen mätare. Inga underarter finns listade i Catalogue of Life.